# Heringsdorf Neuhof
Heringsdorf Neuhof – przystanek kolejowy w Seebad Heringsdorf w Meklemburgii-Pomorzu Przednim w Niemczech. Linia zarządzana jest przez Usedomer Bäderbahn.

## Przypisy

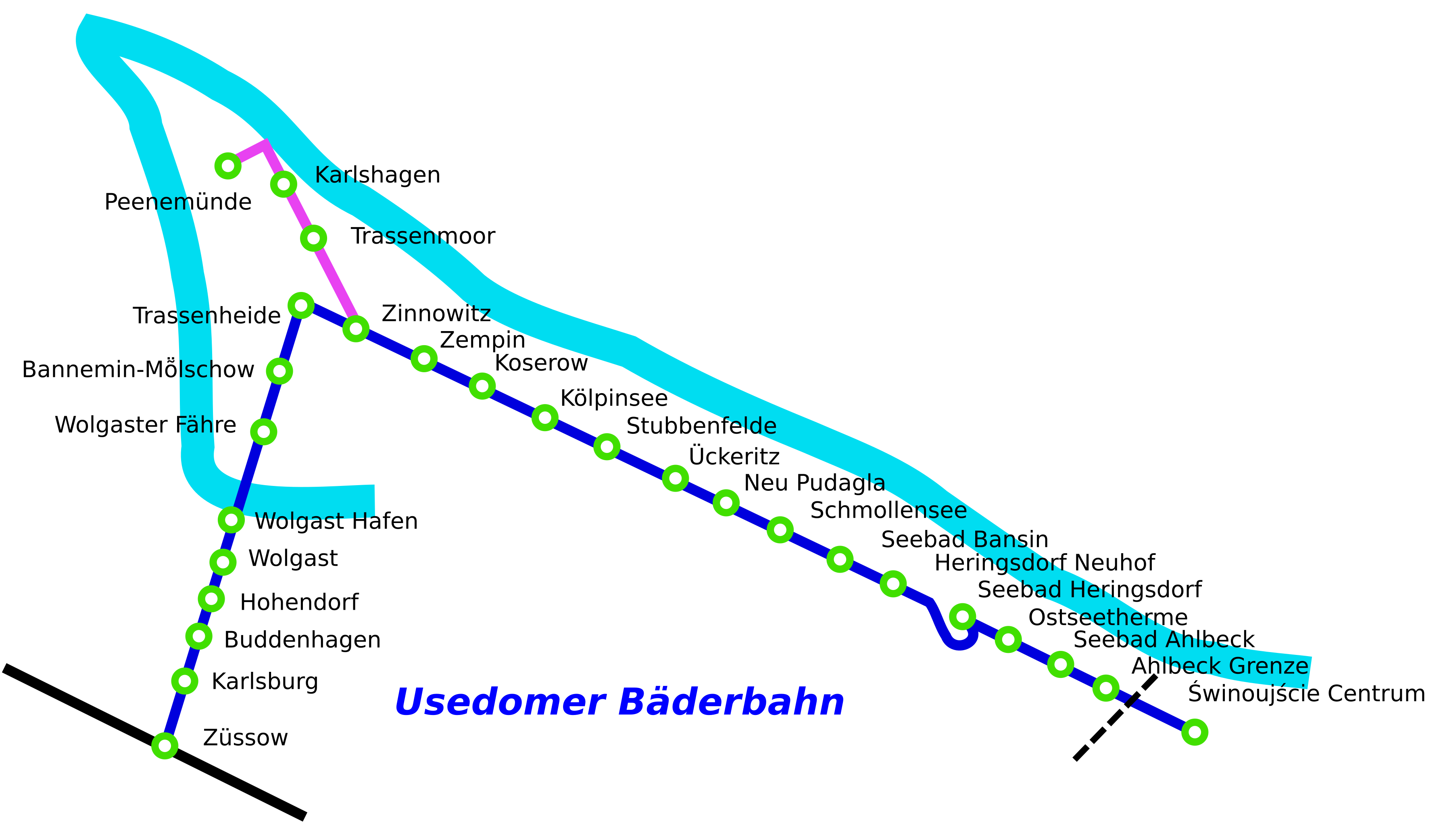
Kolej UBB na wyspie Uznam